# Celâl Şengör

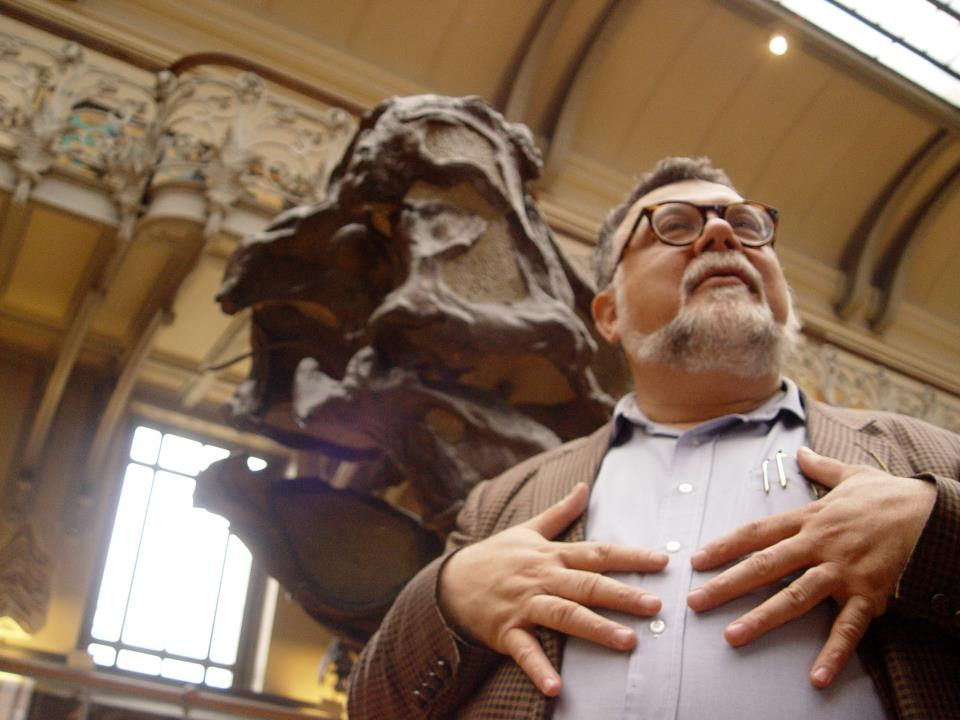
Celâl Şengör vor einem T-rex

Ali Mehmet Celâl Şengör, oft A. M. C. Şengör zitiert (* 24. März 1955 in Istanbul) ist ein türkischer Geologe. Er war Professor an der Technischen Universität Istanbul. Er befasste sich insbesondere mit Tektonik und der Rekonstruktion der historischen Plattentektonik von Asien.

## Leben
Şengör wuchs in einer wohlhabenden Familie in Istanbul auf. Aufgrund seiner deutschen Tagesmutter Ingeborg spricht er fließend Deutsch. Celâl Şengör studierte an der Robert Academy in Istanbul und an der State University of New York at Albany, wo er 1978 seinen Bachelor-Abschluss und 1979 seinen Master-Abschluss erlangte und 1982 promoviert wurde. Danach ging er an die Technische Universität Istanbul, wo er seit 1992 Professor ist. Er war unter anderem Gastwissenschaftler in Oxford, am Collège de France, der Universität Paris-Süd und am Caltech.
1988 wurde er Ehrendoktor der Université de Neuchâtel. 1984 erhielt er den President’s Award und 1999 die Bigsby Medal der Geological Society of London.
1990 wurde er Mitglied der Academia Europaea. 2000 wurde er Mitglied der National Academy of Sciences. Des Weiteren ist er Mitglied der türkischen Akademie der Wissenschaften (TUBA), der Österreichischen Akademie der Wissenschaften und der American Philosophical Society. Er ist Mitherausgeber von Tectonophysics, Journal of Structural Geology, Tectonics, Eclogae Geologicae Helveticae, Geologia Balcania. Şengör besitzt eine über 30.000 Bände umfassende Privatbibliothek zum Thema Geologie und Erdgeschichte.
2010 erhielt er die Gustav-Steinmann-Medaille, wobei in der Laudatio besonders hervorgehoben wurde, dass er wie kein anderer mit den Ideen der Plattentektonik die  Tektonik von Asien von Émile Argand neu belebt hätte.
Seit 2006 ist er auswärtiges Mitglied der Russischen Akademie der Wissenschaften. Im Jahr 2012 wurde er zum Mitglied der Leopoldina gewählt. 2016 erfolgte seine Wahl zum Mitglied der Leibniz-Sozietät der Wissenschaften zu Berlin. Für 2018 wurde Şengör die Arthur Holmes Medal der European Geosciences Union zugesprochen, für 2020 die Eduard-Sueß-Medaille der Österreichischen Geologischen Gesellschaft. 2024 wurde er zum Mitglied der Bayerischen Akademie der Wissenschaften gewählt.
In der sozialdemokratisch-laizistischen Tageszeitung Cumhuriyet schreibt er wöchentlich Kolumnen im Bereich Wissenschaft. Şengör ist in der Türkei einer der wenigen Persönlichkeiten, die sich offen als Atheisten bekennen. Er setzt sich für den Unterricht der Evolutionstheorie in Schulen ein. Zu der Frage, ob er als Professor Frauen mit Kopftuch unterrichten wolle, sagte er folgendes:
«Wenn ich ein Mädchen vor mir habe mit allen Zeichen des Islams, wie kann ich mit ihr über die Geschichte unseres Planeten sprechen? Ich weiß, dass sie daran nicht glauben will.»

## Schriften
- mit Akiho Miyashiro, Keiiti Aki Orogeny, Wiley 1982[7]
- The Cimmeride Orogenic System and the Tectonics of Eurasia: Geological Society of America Special Paper 1984[8]
- Herausgeber Tectonic evolution of the Tethyan Region, Kluwer 1989[9]
- Is the present the key to the past or is the past the key to the present ?: James Hutton and Adam Smith versus Abraham Gottlob Werner and Karl Marx in interpreting history, Geological Society of America 2001
- The large-wavelength deformations of the lithosphere. Materials for a history of the evolution of thought from the earliest times to plate tectonics, Geological Society of America, 2003[10]
- Globale Geologie und ihr Einfluss auf das Denken von Eduard Suess Der Katastrophismus Uniformitarianismus-Streit: Scripta Geo-Historica, 2009[11]

## Belege
1. ↑  odatv4.com: Celal Şengör'ün son dersi. Abgerufen am 29. März 2022 (türkisch).
2. ↑  Eintrag auf der Internetseite der Academia Europaea
3. ↑  Korrespondierende Mitglieder der ÖAW: Ali Mehmet Celâl Şengör. Österreichische Akademie der Wissenschaften, abgerufen am 8. April 2022.
4. ↑  Mitgliedseintrag von Prof. Dr. Ali Mehmet Celâl Şengör (mit Bild) bei der Deutschen Akademie der Naturforscher Leopoldina, abgerufen am 13. Februar 2016.
5. ↑  EGU announces 2018 awards and medals. In: egu.eu. 9. Oktober 2017, abgerufen am 10. November 2017 (englisch).
6. ↑  European Stability Initiative, 4. März 2016, web archive
7. ↑  Orogeny (Book, 1984). [WorldCat.org], OCLC 468016389 (englisch).
8. ↑  The Cimmeride Orogenic System and the Tectonics of Eurasia. Specialpapers.gsapubs.org, abgerufen am 18. November 2013 (englisch).
9. ↑  Celâl Şengör: Tectonic Evolution of the Tethyan Region. Springer, 1989, ISBN 978-94-009-2253-2, doi:10.1007/978-94-009-2253-2 (englisch).
10. ↑  A.M.C. Şengör: The Large-Wavelength Deformations of the Lithosphere: Materials for a History of the Evolution of Thought from the Earliest Times to Plate Tectonics. Geological Society of America, 2009, ISBN 978-0-8137-1196-6, doi:10.1130/978-0-8137-1196-7-196.0.1 (englisch, gsapubs.org [abgerufen am 17. November 2013]).
11. ↑  Globale Geologie und ihr Einfluss auf das Denken von Eduard Suess: Der Katastrophismus-Uniformitarianismus-Streit: Amazon.co.uk: A. M. Celâl Sengör: Books. 9. September 2009.

| Personendaten    | Personendaten      |
| ---------------- | ------------------ |
| NAME             | Şengör, Celâl      |
| ALTERNATIVNAMEN  | Sengör, A. M. C.   |
| KURZBESCHREIBUNG | türkischer Geologe |
| GEBURTSDATUM     | 24. März 1955      |
| GEBURTSORT       | Istanbul           |